# Kodeks 0134
Kodeks 0134 (Gregory-Aland no. 0134) ε 84 (Soden) – grecki kodeks uncjalny Nowego Testamentu na pergaminie, paleograficznie datowany na VIII wiek. Rękopis jest przechowywany jest w Bodleian Library (Sedl. sup. 2, ff. 177-178) w Oksfordzie.

## Opis
Do dziś zachowały się 2 karty kodeksu (17 na 14 cm) z tekstem Ewangelii Marka (3,15-32; 5,16-31).
Tekst pisany jest jedną kolumną na stronę, w 26 linijkach w kolumnie, 21-24 liter w linijce. Litery są niewielkie. Stosuje przydechy i akcenty. Tekst dzielony jest według κεφαλαια, których numery umieszczono na marginesie oraz według mniejszych jednostek - Sekcji Ammoniusza z odniesieniami do Kanonów Euzebiusza.

## Tekst
Grecki tekst kodeksu przekazuje Tekst bizantyński. Kurt Aland zaklasyfikował go do kategorii V.

## Historia
Gregory datował na IX wiek. Aland datował kodeks na VIII wiek. W ten sam sposób datuje go obecnie INTF.
Rękopis był cytowany w 26 wydaniu greckiego Nowego Testamentu Nestle-Alanda (NA26). NA27 nie cytuje go więcej, ze względu na fragmentaryczny charakter rękopisu oraz reprezentowanie tekstu większości.